# 인터랙티브 아트

인터랙티브 아트(Interactive art)는 예술의 목적을 달성할 수 있도록 관객을 참여시키는 예술의 한 형태이다. 일부 인터랙티브 예술 설치물은 관찰자가 그 위, 그 주변을 걸어 다닐 수 있도록 하여 이를 달성한다. 다른 사람들은 예술가나 관객에게 어떤 방식으로든 예술 작품의 일부가 되어 달라고 요청한다.
이러한 종류의 예술 작품에는 움직임, 열, 기상 변화 또는 제작자가 작품에 응답하도록 프로그래밍한 기타 유형의 입력에 반응하는 컴퓨터, 인터페이스 (컴퓨팅) 및 때로는 센서가 포함되어 있는 경우가 많다. 가상 인터넷 아트와 전자 아트의 대부분의 예는 매우 상호작용적이다. 때때로 방문자는 하이퍼텍스트 환경을 탐색할 수 있다. 일부 작품은 외부로부터의 텍스트 또는 시각적 입력을 받아들인다. 때로는 청중이 공연 과정에 영향을 미치거나 심지어 공연에 참여할 수도 있다. 일부 다른 대화형 예술 작품은 상호 작용의 품질이 주변 자극의 모든 스펙트럼을 포함하므로 몰입형으로 간주된다. 모리스 베나윤(Maurice Benayoun) 및 제프리 쇼(Jeffrey Shaw)의 작품과 같은 가상 현실 환경은 관객이 작품을 통해 매우 상호작용적이다. 모리스 베나윤은 그들을 "방문자"(visitor)라고 부르고 미로슬라프 로갈라(Miroslaw Rogala)는 그들을 (v)사용자((v)user)라고 부르고 차 데이비스(Char Davies)는 "몰입자"(immersant)라고 부른다.
인터랙티브 아트의 초기 사례 중 일부는 1920년대로 거슬러 올라가지만 대부분의 디지털 아트는 1990년대 후반까지 예술 세계에 공식적으로 진출하지 못했다. 데뷔 이후 수많은 박물관과 공연장에서 점점 더 디지털 및 인터랙티브 아트를 작품에 수용하고 있다. 이 신진 예술 장르는 인터넷 사회 하위 문화뿐만 아니라 대규모 도시 설치를 통해 다소 빠른 방식으로 지속적으로 성장하고 진화하고 있다.

## 같이 보기
- 아트 게임
- 버닝 맨
- 코첼라 밸리 뮤직 앤드 아츠 페스티벌
- 넷 아트
- 키네틱 아트
- 미디어 아트
- 행위 예술